# 卢建军
卢建军（1962年7月—），男，汉族，山东莒县人，中华人民共和国政治人物。现任中共西安交通大学黨委書記。

## 生平
1984年7月毕业于北京邮电大学，随后历任西安矿业学院通信工程系副主任、主任，西安科技学院院长助理兼通信工程系主任、副院长，西安科技大学副校长。
2009年1月，任西安邮电大学校长、党委副书记。2013年5月，任西安邮电大学党委书记。
2015年4月，转任中共陕西省委科技工委书记，次月获任陕西省科学技术厅厅长。
2018年3月，转任陕西省发展和改革委员会主任。
2019年7月，升任中共陕西省委常委、秘书长，中共陕西省委直属机关工委书记（兼）。
2020年11月，转任西安交通大学黨委書記。

## 轶事
2023年7月2日上午，西安交通大学举行2023届研究生毕业典礼，校长王树国正在毕业典礼上脱稿致辞，期间突遇大雨，西安交通大学党委书记卢建军为正在致辞的王树国撑起了雨伞。